# Halysidota mexiconis
Halysidota mexiconis är en fjärilsart som beskrevs av Embrik Strand 1919. Halysidota mexiconis ingår i släktet Halysidota och familjen björnspinnare. Inga underarter finns listade i Catalogue of Life.